# Powiat Gdański
Der Powiat Gdański, gegründet Anfang 1999, ist ein Powiat (Kreis) in der polnischen Woiwodschaft Pommern. Er hat eine Fläche von 793,17 km², auf der 120.327 Einwohner leben.
Das Kreisgebiet umfasst im Wesentlichen das Territorium des 1939 aufgelösten deutschen Landkreises Danziger Höhe.
Der Sitz der Verwaltung befindet sich in der Stadt Pruszcz Gdański (Praust).

## Gemeinden
Der Powiat Gdański umfasst acht Gemeinden.
Stadtgemeinde:
- Pruszcz Gdański (Praust): 31.578 Einwohner

Landgemeinden:
- Cedry Wielkie (Groß Zünder): 6986 Einwohner
- Kolbudy (Ober Kahlbude): 18.165 Einwohner
- Pruszcz Gdański: 32.184 Einwohner
- Przywidz (Mariensee): 5997 Einwohner
- Pszczółki (Hohenstein): 9927 Einwohner
- Suchy Dąb (Zugdam): 4248 Einwohner
- Trąbki Wielkie (Groß Trampken): 11.242 Einwohner

Einwohnerzahlen vom 31. Dezember 2020

## Nachbarlandkreise
| Powiat Kartuski Karthaus | Gdańsk Danzig                                                    |                              |
|                          | Kompassrose, die auf Nachbargemeinden zeigt                      | Powiat Nowodworski Tiegenhof |
| Powiat Kościerski Berent | Powiat Starogardzki Preußisch Stargard, Powiat Tczewski Dirschau | Powiat Malborski Marienburg  |